# Canadarm2
Canadarm2 (Mobile Servicing System - MSS) je robotický systém Kanadské kosmické agentury, umístěný na Mezinárodní vesmírné stanici. Hraje důležitou roli při manipulaci s nákladem mimo prostor stanice, podporuje také pohyb astronautů vně stanice. Byl do vesmíru vynesen během mise STS-100 v dubnu 2001. Manipulační rampa je dlouhá 17,6 metrů, má sedm motorizovaných ohybných kloubů a váží 1 800 kg. Průměr je 35 cm. Maximální nosnost činí 116 tun, což je hodnota dostatečná pro manipulaci i s nejtěžšími moduly stanice (cca 22 tun) případně s kosmickým raketoplánem (cca 70 tun).
Ramena jsou vyrobena z 19 vrstev kompozitu PEEK / uhlíková vlákna.